# Joe Addo
Joe Addo (Accra, 21 settembre 1971) è un ex calciatore ghanese, di ruolo difensore.

## Carriera

### Club
Ha giocato nel campionato ghanese, tedesco, olandese, portoghese, statunitense, greco, di Hong Kong e malese.

### Nazionale
Con la maglia della nazionale ha esordito nel 1990, venendo convocato per le Olimpiadi 1996 e la Coppa d'Africa dello stesso anno.

## Palmarès

### Club

#### Competizioni nazionali
- Campionato ghanese: 1

Hearts of Oak: 1989-1990
- Coppa del Ghana: 1

Hearts of Oak: 1989
- Coppa di Lega di Hong Kong: 1

Kitchee: 2005-2006